# Arlette Roudil
Pour les articles homonymes, voir Roudil.
Arlette Roudil (née en 1949 à Chaumont) est une écrivaine française d'expression occitane provençale.

## Biographie
D'origine provençale par son père, elle choisit d'écrire dans l'idiome de cette région en 1967.

## Œuvres
- (oc-provenc) Coume la nivo [« Comme le nuage »] (poèmes), Toulon, L'Astrado, coll. « Lou Chivau alu » (réimpr. 1986) (1re éd. 1970), 24 p., 17 cm (BNF 35204097). Traduction française et texte occitan provençal en regard.
- Le nationalisme au théâtre en Allemagne et en France de 1875 à la première guerre mondiale, 1970
- (oc-provenc) Se lou réi d'Aragoun [« Si le roi d'Aragon »] (poèmes), Toulon, L'Astrado, coll. « L'Esparganèu » (1re éd. 1976), 67 p., 21 cm (ISBN 2-85391-005-9, BNF 34701259).
- (oc-provenc) Lou Pichot dra blu [« Le petit dragon bleu »] (ill. Yves Guichard) (récit pour les enfants), Toulon, L'Astrado, coll. « Primavero » (1re éd. 1976), 18 p., 18 cm (BNF 34584474).
- (oc-provenc) Trege [« Treize »], Berre l'Étang, L'Astrado, coll. « Lou Chivau alu » (1re éd. 1986), 35 p., 21 cm (BNF 35022974).
- (oc-provenc) La tourto di mort [« Le gâteau des morts »], Berre l'Étang, L'Astrado, coll. « Teatre » (1re éd. 1994), 149 p., 21 cm (ISBN 2-85391-065-2, BNF 35685317).Traduction française et texte occitan provençal en regard.
- (oc-provenc) Lou cèu lou vènt [« Le ciel le vent »] (poèmes), Nîmes, Lacour éditeur (1re éd. 2015), 49 p., 21 cm (ISBN 978-2-7504-3756-5, BNF 44342413).Traduction française et texte occitan provençal en regard.
- (oc-provenc) Estoublo [« Éteules »] (poèmes), Aix-en-Provence, L'Astrado, coll. « L'Escritòri » (1re éd. 2021), 33 p., 21 cm (ISBN 978-2-38235-085-0, BNF 47004162).
- L'ase de Dèlfe roman, manuscrit[2]